# Google流動服務

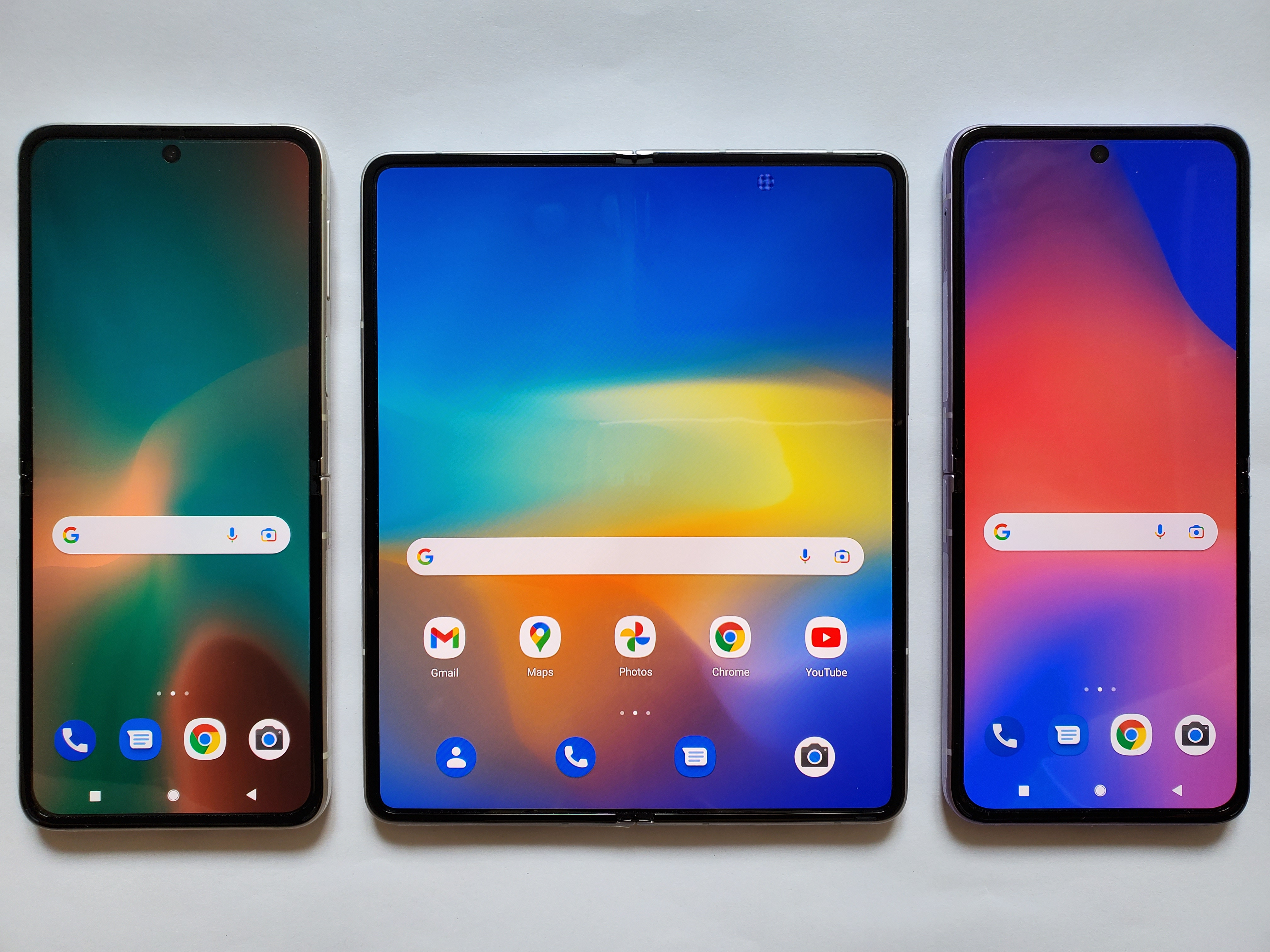
內置Google流動服務Android智能手機

Google流動服務（英文：Google Mobile Services）是Google的一項服務，讓用戶利用流動電話或其他流動裝置使用Google搜尋、Google地圖、Gmail、YouTube等Google產品。
目前，Google流動服務不再允许用户自行安装，自行安装可能无法通过Play兼容性测试，也无法下载需要DRM的软件。

## 核心应用
- Google Search
- Google Chrome
- YouTube
- Google Play

Android平台官方数字媒体商店。
- Google Drive
- Gmail

Google的个人电子邮件用戶端软件。Gmail的用户能获得15 GB的免费存储空间，还可以同步手机和电脑间设置。
- Google Meet
- Google Maps

Google地图提供了世界上几乎每一个城市深入准确的地图，以及从一个点到另一个的最快路线，并给出地球/卫星/街景等多种视图。Google地图允许自定义地图被保存在Google账户，并且和后来的所有设备同步。
- Google Photos
- Google TV
- YouTube Music

## 適用裝置
- Android
- ChromeOS
- Wear OS
- Motorola
- Nokia
- Samsung
- Sony
- HarmonyOS(版本1.0-4.3)

## 另見
- MicroG
- Google Play服務

## 外部連結
- 谷歌移动服务（中國大陸版本） （页面存档备份，存于）
- Google行動服務（台灣版本） （页面存档备份，存于）
- Google流動服務（香港版本） （页面存档备份，存于）